# 千葉県の神社一覧
千葉県の神社一覧（ちばけんのじんじゃいちらん）は、千葉県にある高い特筆性を持つ神社を市町村ごとにまとめた一覧である。
記載基準としては
- 近代社格制度における県社以上の神社および別表神社
- 『延喜式神名帳』に記載されている式内社の後裔社
- 文化財保護法に基づき国（文部科学大臣）が指定した文化財、または千葉県文化財保護条例に基づき同県教育委員会が指定した文化財を有する神社
- 特殊神事が行われる神社

のいずれかに該当するものとする。
なお、県内の八幡宮については八幡宮#関東地方およびCategory:八幡宮も参照のこと。

## 千葉市
千葉市にある神社
| 神社名         | 所在地          | 主な祭神                                     | 神社系列 | 神社庁                                  | 公式サイト     | 備考                                                                       |
| 千葉縣護國神社 | 中央区弁天      | 千葉県出身または縁故のある戦没者五万七千余柱 | 護国神社 | 千葉縣護國神社 (チバケンゴコクジンジャ) | 千葉縣護國神社 | 別表神社 内務大臣指定護国神社                                              |
| 千葉神社       | 中央区院内      | 北辰妙見尊星王                               |          | 千葉神社 (チバジンジャ)                 | 千葉神社       | 県社                                                                       |
| 蘇賀比咩神社   | 中央区蘇我2-2-7 | 蘇我比咩大神 千代春稲荷大神                  |          | 蘇我比神社 (ソガヒメジンジャ)           |                | 郷社 式内社（下総国千葉郡蘇賀比咩神社）                                    |
| 寒川神社       | 中央区寒川町    | 天照大御神 寒川比古命 寒川比売命             | 神明神社 | 寒川神社 (サムカワジンジャ)             | 寒川神社       | 村社 式内社（下総国千葉郡寒川神社）                                        |
| 登渡神社       | 中央区登戸      | 天御中主命 高皇産霊命 神皇産霊命 天日鷲命    |          | 登渡神社 (トワタリジンジャ)             |                | 村社                                                                       |
| 稲毛浅間神社   | 稲毛区稲毛      | 木花咲耶姫命                                 | 浅間神社 | 浅間神社 (センゲンジンジャ)             | 稲毛浅間神社   | ウィキメディア・コモンズには、 稲毛浅間神社 に関連するカテゴリがあります。 |
| 表 話 編 歴    |                 |                                              |          |                                         |                |                                                                            |

## 銚子市
銚子市にある神社
| 神社名      | 所在地     | 主な祭神                     | 神社系列   | 神社庁                            | 公式サイト | 備考   |
| 海上八幡宮  | 柴崎町1-17 | 誉田別命 大帯姫命 比売神     | 八幡宮     | 海上八幡宮 (ウナカミハチマングウ) | 海上八幡宮 | 郷社   |
| 銚港神社    | 馬場       | 闇淤加美神 級津彦神 級津姫神 |            | 銚港神社 (チョウコウジンジャ)     |            | 郷社   |
| 渡海神社    | 高神西町2  | 大綿津見神 猿田彦大神        |            | 渡海神社 (トカイジンジャ)         |            | 郷社   |
| 川口神社    | 川口町     | 速秋津姫命                   |            | 川口神社 (カワグチジンジャ)       |            | 村社 · |
| 猿田神社    | 猿田町     | 猿田彦大神 天鈿女命 菊理姫命 | 猿田彦神社 | 猿田神社 (サルタジンジャ)         |            | 無格社 |
| 表 話 編 歴 |            |                              |            |                                   |            |        |

## 市川市
市川市にある神社
| 神社名      | 所在地 | 主な祭神                       | 神社系列 | 神社庁                            | 公式サイト | 備考 |
| 葛飾八幡宮  | 八幡   | 誉田別命 息長帯姫命 玉依比売命 | 八幡宮   | 葛飾八幡宮 (カツシカハチマングウ) | 葛飾八幡宮 | 県社 |
| 表 話 編 歴 |        |                                |          |                                   |            |      |

## 船橋市
船橋市にある神社
| 神社名      | 所在地 | 主な祭神     | 神社系列 | 神社庁                                    | 公式サイト            | 備考                                                 |
| 意富比神社  | 宮本   | 天照皇大神   | 神明神社 | 意富比神社（船橋大神宮） (オオヒジンジャ) | 意富比神社 船橋大神宮 | 県社 · 式内社（下総国葛飾郡意富比神社） ·            |
| 二宮神社    | 三山   | 速須佐之男命 |          | 二宮神社 (ニノミヤジンジャ)               | 二宮神社              | 下総国二宮 · 郷社 · 式内社（下総国千葉郡寒川神社） · |
| 表 話 編 歴 |        |              |          |                                           |                       |                                                      |

## 館山市
館山市にある神社
| 神社名      | 所在地   | 主な祭神                         | 神社系列   | 神社庁                            | 公式サイト | 備考                                                                                            |
| 安房神社    | 大神宮   | 天太玉命                         |            | 安房神社 (アワジンジャ)           | 安房神社   | 安房国一宮 · 官幣大社 · 別表神社 · 式内社（名神大社、安房国安房郡安房坐神社） ·                 |
| 洲崎神社    | 洲崎     | 天比理乃咩命                     |            | 洲崎神社 (スサキジンジャ)         |            | 安房国一宮 · 永保元年（1081年）正一位奉授 · 県社 · 式内社（安房国安房郡后神天比理乃咩命神社） · |
| 洲宮神社    | 洲宮     | 天比理乃咩命                     |            | 洲宮神社 (スノミヤジンジャ)       |            | 安房国二宮 · 県社 · 式内社（安房国安房郡后神天比理乃咩命神社） ·                                |
| 鶴谷八幡宮  | 八幡     | 誉田別命 息長帯比売命 帯中比古命 | 八幡宮     | 鶴谷八幡宮 (ツルガヤハチマングウ) |            | 県社                                                                                            |
| 諏訪神社    | 正木     | 建御名方命                       | 諏訪神社   | 諏訪神社 (スワジンジャ)           |            | 郷社                                                                                            |
| 手力雄神社  | 大井1129 | 天手力雄神                       | 手力雄神社 | 手力雄神社 (タジカラオウジンジャ) |            | 郷社                                                                                            |
| 布良崎神社  | 布良379  | 天富命 須佐之男命 金山彦神       |            | 布良崎神社 (メラサキジンジャ)     | 布良崎神社 | 郷社                                                                                            |
| 表 話 編 歴 |          |                                  |            |                                   |            |                                                                                                 |

## 木更津市
木更津市にある神社
| 神社名       | 所在地       | 主な祭神                                       | 神社系列 | 神社庁                                  | 公式サイト   | 備考   |
| 八剱八幡神社 | 富士見1-6-15 | 誉田別命 息長足姫命 足仲彦命 素盞嗚命 日本武尊 | 八幡宮   | 八劔八幡神社 (ヤツルギハチマンジンジャ) | 八剱八幡神社 | 郷社 · |
| 吾妻神社     | 吾妻2-7-55   | 弟橘媛                                         |          | 吾妻神社 (アヅマジンジャ)               |              | 村社   |
| 表 話 編 歴  |              |                                                |          |                                         |              |        |

## 松戸市
松戸市にある神社
| 神社名      | 所在地 | 主な祭神                     | 神社系列 | 神社庁                        | 公式サイト | 備考                                |
| 蘇羽鷹神社  | 二ツ木 | 国之常立神                   |          | 蘇羽鷹神社 (ソバタカジンジャ) |            | 村社                                |
| 松戸神社    | 松戸   | 日本武尊                     |          | 松戸神社 (マツドジンジャ)     | 松戸神社   | 村社                                |
| 茂侶神社    | 小金原 | 大物主命                     | 大神神社 | 茂侶神社 (モロジンジャ)       |            | 村社 式内社（下総国葛飾郡茂呂神社） |
| 矢切神社    | 下矢切 | 素戔嗚命 倉稲魂命 菅原道真   |          |                               |            | 村社 ·                              |
| 風早神社    | 上本郷 | 経津主命 武甕槌命 天児屋根命 |          | 風早神社 (カザハヤジンジャ)   |            | 無格社                              |
| 表 話 編 歴 |        |                              |          |                               |            |                                     |

## 野田市
野田市にある神社
| 神社名      | 所在地 | 主な祭神                            | 神社系列 | 神社庁                      | 公式サイト | 備考 |
| 櫻木神社    | 桜台   | 倉稲魂命 武甕槌命 伊弉諾尊 伊弉冉尊 |          | 櫻木神社 (サクラギジンジャ) | 櫻木神社   | 村社 |
| 表 話 編 歴 |        |                                     |          |                             |            |      |

## 茂原市
茂原市にある神社
| 神社名       | 所在地 | 主な祭神 | 神社系列 | 神社庁                      | 公式サイト | 備考                                                                     |
| 橘樹神社     | 本納   | 弟橘媛   |          | 橘樹神社 (タチバナジンジャ) |            | 上総国二宮 延宝8年（1681年）正一位奉授 県社 式内社（上総国長柄郡橘神社） |
| 茂原八幡神社 | 茂原   | 誉田別命 | 八幡宮   | 八幡神社 (ハチマンジンジャ) |            | 郷社                                                                     |
| 表 話 編 歴  |        |          |          |                             |            |                                                                          |

## 成田市
成田市にある神社
| 神社名      | 所在地 | 主な祭神                                         | 神社系列 | 神社庁                        | 公式サイト | 備考                                                                   |
| 小御門神社  | 名古屋 | 藤原師賢                                         |          | 小御門神社 (コミカドジンジャ) | 小御門神社 | 別格官幣社 建武中興十五社 別表神社                                     |
| 大須賀大神  | 伊能   | 天照皇大神 経津主神 素盞嗚命 天児屋根命 武甕槌命 | 春日神社 | 大須賀大神 (オオスガダイジン) |            | 郷社                                                                   |
| 八幡神社    | 芦田   | 応神天皇                                         | 八幡宮   | 八幡神社 (ハチマンジンジャ)   |            | 郷社                                                                   |
| 埴生神社    | 郷部   | 埴山姫命                                         |          | 埴生神社 (ハブジンジャ)       | 埴生神社   | 郷社                                                                   |
| 麻賀多神社  | 台方   | 稚産霊命                                         |          | 麻賀多神社 (マカタジンジャ)   |            | 郷社 式内社（下総国印播郡麻賀多神社）                                  |
| 東峰神社    | 東峰   | 二宮尊徳                                         |          |                               |            | ウィキメディア・コモンズには、 東峰神社 に関連するカテゴリがあります。 |
| 二宮神社    | 松崎   | 経津主命                                         |          | 二宮神社 (ニノミヤジンジャ)   |            |                                                                        |
| 麻賀多神社  | 船形   | 稚産霊命                                         |          | 麻賀多神社 (マカタジンジャ)   |            | 式内社（下総国印播郡麻賀多神社）                                       |
| 表 話 編 歴 |        |                                                  |          |                               |            |                                                                        |

## 佐倉市
佐倉市にある神社
| 神社名      | 所在地 | 主な祭神 | 神社系列 | 神社庁                      | 公式サイト | 備考 |
| 八幡社      | 八幡台 | 誉田別命 | 八幡宮   | 八幡社 (ハチマンシャ)       |            | 郷社 |
| 麻賀多神社  | 鏑木町 | 稚産霊命 |          | 麻賀多神社 (マカタジンジャ) | 麻賀多神社 | 郷社 |
| 表 話 編 歴 |        |          |          |                             |            |      |

## 東金市
東金市にある神社
| 神社名      | 所在地 | 主な祭神 | 神社系列 | 神社庁                  | 公式サイト | 備考 |
| 日吉神社    | 大豆谷 | 大山咋神 | 日吉神社 | 日吉神社 (ヒエジンジャ) |            | 郷社 |
| 表 話 編 歴 |        |          |          |                         |            |      |

## 旭市
旭市にある神社
| 神社名         | 所在地   | 主な祭神                               | 神社系列   | 神社庁                                    | 公式サイト   | 備考                                         |
| 玉崎神社       | 飯岡     | 玉依姫命                               |            | 玉崎神社 (タマサキジンジャ)               | 玉崎神社     | 下総国二宮 享保14年（1729年）正一位奉授 郷社 |
| 熊野神社       | 清和乙   | 伊弉册命 速玉男命 事解男命             | 熊野神社   | 熊野神社 (クマノジンジャ)                 |              | 建久元年（1190年）正一位奉授 郷社            |
| 雷神社         | 見広     | 天穂日命 別雷命                        |            | 雷神社 (ライジンジャ)                     | 雷神社       | 郷社                                         |
| 鎌数伊勢大神宮 | 鎌数     | 天照皇大神                             | 神明神社   | 鎌数伊勢大神宮 (カマカズイセダイジングウ) |              | 郷社                                         |
| 太田神社       | 旭市ニ   | 面足尊                                 | 第六天神社 | 太田神社 (オオタジンジャ)                 |              | 村社                                         |
| 八坂神社       | 旭市ニ   | 素戔嗚尊                               | 祇園神社   | 八坂神社 (ヤサカジンジャ)                 |              | 村社                                         |
| 櫻井子安神社   | 桜井1264 | 木花咲耶姫命 伊邪那岐之命 伊邪那美之命 |            |                                           | 櫻井子安神社 |                                              |
| 表 話 編 歴    |          |                                        |            |                                           |              |                                              |

## 習志野市
習志野市にある神社
| 神社名       | 所在地 | 主な祭神          | 神社系列 | 神社庁                      | 公式サイト | 備考 |
| 大原大宮神社 | 実籾   | 伊弉諾尊 伊弉冉尊 |          | 大原神社 (オオハラジンジャ) |            | 村社 |
| 表 話 編 歴  |        |                   |          |                             |            |      |

## 柏市
柏市にある神社
| 神社名      | 所在地      | 主な祭神                                       | 神社系列          | 神社庁                            | 公式サイト | 備考   |
| 柏神社      | 柏          | 大山祇命 稲倉魂命 月読命 素戔嗚命 奇稲田姫     | 羽黒神社 祇園神社 | 羽黒神社 (ハグロジンジャ)         |            | 村社 · |
| 廣幡八幡宮  | 増尾895番地 | 誉田別命 息長足姫命 仲哀天皇 玉依姫命 武内宿禰 | 八幡宮            | 廣幡八幡宮 (ヒロハタハチマングウ) | 廣幡八幡宮 | 村社   |
| 表 話 編 歴 |             |                                                |                   |                                   |            |        |

## 勝浦市
勝浦市にある神社
| 神社名      | 所在地 | 主な祭神 | 神社系列 | 神社庁                        | 公式サイト | 備考 |
| 遠見岬神社  | 浜勝浦 | 天富命   |          | 遠見岬神社 (トミサキジンジャ) | 遠見岬神社 | 郷社 |
| 表 話 編 歴 |        |          |          |                               |            |      |

## 市原市
市原市にある神社
| 神社名       | 所在地     | 主な祭神                       | 神社系列 | 神社庁                                | 公式サイト | 備考                                |
| 姉埼神社     | 姉崎       | 支那斗弁命                     |          | 姉埼神社 (アネサキジンジャ)           |            | 県社 式内社（上総国海上郡姉埼神社） |
| 島穴神社     | 島野       | 志那都比古尊 倭比売尊          |          | 島穴神社 (シマアナジンジャ)           |            | 県社 式内社（上総国海上郡島穴神社） |
| 飯香岡八幡宮 | 八幡       | 誉田別命 息長帯姫命 玉依比売命 | 八幡宮   | 飯香岡八幡宮 (イイガオカハチマングウ) |            | 県社                                |
| 高瀧神社     | 高滝       | 瓊々杵命 玉依姫命 別雷命       |          | 高瀧神社 (タカタキジンジャ)           |            | 県社 国史見在社                     |
| 建市神社     | 武士       | 武甕槌命 大宮姫命 大日孁尊     |          | 建市神社 (タケチジンジャ)             |            | 郷社 国史見在社                     |
| 鶴峯八幡宮   | 中高根1223 | 誉田別命 息長帯姫命 玉依比売命 |          | 鶴峯八幡宮 (ツルミネハチマングウ)     |            | 村社 国史見在社                     |
| 表 話 編 歴  |            |                                |          |                                       |            |                                     |

## 流山市
流山市にある神社
| 神社名      | 所在地   | 主な祭神            | 神社系列 | 神社庁                          | 公式サイト | 備考                                |
| 赤城神社    | 流山     | 赤城大明神 大己貴命 | 赤城神社 | 赤城神社 (アカギジンジャ)       |            | 郷社                                |
| 大宮神社    | 平和台   | 天鈿女命            |          | 大宮神社 (オオミヤジンジャ)     |            | 村社                                |
| 諏訪神社    | 駒木     | 建御名方富命        | 諏訪神社 | 諏訪神社 (スワジンジャ)         | 諏訪神社   | 村社                                |
| 茂侶神社    | 三輪野山 | 大物主命            | 大神神社 | 三輪茂侶神社 (ミワモロジンジャ) |            | 村社 式内社（下総国葛飾郡茂呂神社） |
| 表 話 編 歴 |          |                     |          |                                 |            |                                     |

## 八千代市
八千代市にある神社
| 神社名       | 所在地 | 主な祭神                         | 神社系列 | 神社庁                                  | 公式サイト | 備考 |
| 七百餘所神社 | 村上   | 国常立尊                         |          | 七百餘所神社 (シチヒャクヨショジンジャ) |            | 村社 |
| 高津比咩神社 | 高津   | 多岐都比売命 大己貴命 木花開耶姫 |          | 高津比・神社 (タカツヒメジンジャ)       |            | 村社 |
| 表 話 編 歴  |        |                                  |          |                                         |            |      |

## 我孫子市
我孫子市にある神社
| 神社名      | 所在地 | 主な祭神                     | 神社系列 | 神社庁                      | 公式サイト | 備考 |
| 竹内神社    | 布佐   | 天迦具土命 日本武尊 武内宿禰 |          | 竹内神社 (タケウチジンジャ) |            | 郷社 |
| 柴崎神社    | 柴崎   | 天御中主神                   |          | 柴崎神社 (シバサキジンジャ) |            | 村社 |
| 表 話 編 歴 |        |                              |          |                             |            |      |

## 鴨川市
鴨川市にある神社
| 神社名       | 所在地 | 主な祭神                                    | 神社系列 | 神社庁                      | 公式サイト | 備考 |
| 天津神明宮   | 天津   | 天照皇大神 豊受大神 八重事代主神 大山祇大神 | 神明神社 | 神明神社 (シンメイジンジャ) | 天津神明宮 | 郷社 |
| 高蔵神社     | 平塚   | 日本武尊                                    |          | 高藏神社 (タカクラジンジャ) | 高蔵神社   | 郷社 |
| 吉保八幡神社 | 仲     | 誉田別尊 素戔嗚尊 天忍日命                  | 八幡宮   | 八幡神社 (ハチマンジンジャ) |            | 郷社 |
| 貴船神社     | 浜荻   | 高龗神 誉田別尊 猿田彦命                    | 貴船神社 | 貴船神社 (キフネジンジャ)   |            | 郷社 |
| 諏訪神社     | 横渚   | 建御名方神                                  | 諏訪神社 | 諏訪神社 (スワジンジャ)     |            | 郷社 |
| 表 話 編 歴  |        |                                             |          |                             |            |      |

## 鎌ケ谷市
鎌ケ谷市にある神社
| 神社名       | 所在地     | 主な祭神 | 神社系列 | 神社庁                      | 公式サイト   | 備考 |
| 道野辺八幡宮 | 道野辺中央 | 誉田別尊 | 八幡宮   | 八幡神社 (ハチマンジンジャ) | 道野辺八幡宮 |      |
| 表 話 編 歴  |            |          |          |                             |              |      |

## 君津市
君津市にある神社
| 神社名      | 所在地   | 主な祭神                            | 神社系列 | 神社庁                      | 公式サイト | 備考            |
| 白山神社    | 俵田     | 菊理比売神 大友皇子                 |          | 白山神社 (ハクサンジンジャ) |            | 郷社 国史見在社 |
| 大原神社    | 平山     | 天兒屋根命 天太玉命                 |          | 大原神社 (オオハラジンジャ) |            | 郷社            |
| 諏訪神社    | 清和市場 | 建御名方命 八坂刀売命               | 諏訪神社 | 諏訪神社 (スワジンジャ)     |            | 郷社            |
| 人見神社    | 人見     | 天之御中主命 高皇産霊命 神皇産霊命  |          | 人見神社 (ヒトミジンジャ)   |            | 郷社            |
| 八雲神社    | 三直     | 素盞嗚尊 誉田別命 稲田姫命 大己貴命 | 祇園神社 | 八雲神社 (ヤグモジンジャ)   |            | 郷社            |
| 白鳥神社    | 鹿野山   | 日本武尊 弟橘媛                     | 鷲神社   | 白鳥神社 (シラトリジンジャ) |            | 村社            |
| 表 話 編 歴 |          |                                     |          |                             |            |                 |

## 富津市
富津市にある神社
| 神社名       | 所在地  | 主な祭神                     | 神社系列 | 神社庁                                  | 公式サイト | 備考 |
| 金谷神社     | 金谷    | 豊受姫神 金山彦神 日本武尊   | 神明神社 | 金谷神社 (カナヤジンジャ)               |            | 郷社 |
| 鶴峯八幡神社 | 八幡143 | 誉田別命 玉依姫命 神功皇后   | 八幡宮   | 鶴峯八幡神社 (ツルミネハチマンジンジャ) |            | 郷社 |
| 八雲神社     | 岩坂    | 素盞嗚尊 奇稲田姫命 大己貴命 | 祇園神社 | 八雲神社 (ヤグモジンジャ)               |            | 郷社 |
| 八坂神社     | 富津    | 素戔嗚尊                     | 祇園神社 | 八坂神社 (ヤサカジンジャ)               |            | 郷社 |
| 表 話 編 歴  |         |                              |          |                                         |            |      |

## 浦安市
浦安市にある神社
| 神社名      | 所在地 | 主な祭神 | 神社系列 | 神社庁                        | 公式サイト | 備考 |
| 稲荷神社    | 当代島 | 豊受大神 | 稲荷神社 | 稲荷神社 (イナリジンジャ)     | 稲荷神社   |      |
| 清瀧神社    | 堀江   | 大綿積神 |          | 清瀧神社 (セイリュウジンジャ) | 清瀧神社   |      |
| 表 話 編 歴 |        |          |          |                               |            |      |

## 四街道市
四街道市にある神社
| 神社名      | 所在地 | 主な祭神 | 神社系列 | 神社庁 | 公式サイト | 備考 |
| 高龗神社    | 成山   | 高龗神   |          |        |            | 郷社 |
| 表 話 編 歴 |        |          |          |        |            |      |

## 袖ケ浦市
袖ケ浦市にある神社
| 神社名      | 所在地   | 主な祭神   | 神社系列 | 神社庁 | 公式サイト | 備考                                |
| 飽富神社    | 飯富     | 倉稲魂命   |          |        |            | 県社 式内社（上総国望陀郡飫富神社） |
| 坂戸神社    | 坂戸市場 | 天手力雄命 |          |        |            | 郷社                                |
| 表 話 編 歴 |          |            |          |        |            |                                     |

## 八街市
八街市にある神社
| 神社名      | 所在地 | 主な祭神                     | 神社系列 | 神社庁 | 公式サイト | 備考 |
| 八街神社    | 八街へ | 須佐之男命 稲田姫命 大己貴命 | 氷川神社 |        |            | 村社 |
| 表 話 編 歴 |        |                              |          |        |            |      |

## 印西市
印西市にある神社
| 神社名      | 所在地 | 主な祭神                         | 神社系列 | 神社庁 | 公式サイト | 備考 |
| 鳥見神社    | 小林   | 饒速日命 宇麻志間知命 御炊屋姫命 |          |        |            | 郷社 |
| 表 話 編 歴 |        |                                  |          |        |            |      |

## 白井市
白井市にある神社
| 神社名      | 所在地 | 主な祭神 | 神社系列 | 神社庁 | 公式サイト | 備考 |
| みたらし様  | 白井   | 弁才天   |          |        |            |      |
| 表 話 編 歴 |        |          |          |        |            |      |

## 富里市
富里市にある神社
| 神社名      | 所在地 | 主な祭神 | 神社系列 | 神社庁 | 公式サイト | 備考 |
| 香取神社    | 高松   | 経津主神 | 香取神社 |        |            | 村社 |
| 表 話 編 歴 |        |          |          |        |            |      |

## 南房総市
南房総市にある神社
| 神社名       | 所在地         | 主な祭神                                        | 神社系列 | 神社庁 | 公式サイト | 備考                                                        |
| 高家神社     | 千倉町南朝夷   | 磐鹿六雁命 天照皇大神 稲荷大神                  |          |        |            | 郷社 式内社（安房国朝夷郡高家神社）                         |
| 莫越山神社   | 沓見           | 手置帆負命 彦狭知命                             |          |        |            | 郷社 式内社（安房国朝夷郡莫越山神社）                       |
| 莫越山神社   | 宮下           | 手置帆負命 彦狭知命                             |          |        |            | 郷社 式内社（安房国朝夷郡莫越山神社）                       |
| 下立松原神社 | 白浜町滝口1728 | 天日鷲命 天太玉命 天富命 伊弉諾命 伊弉册命      |          |        |            | 村社 式内社（安房国朝夷郡下立松原神社、安房国朝夷郡天神社） |
| 下立松原神社 | 千倉町牧田     | 天日鷲命 木花開耶姫命 月夜見命                  |          |        |            | 式内社（安房国朝夷郡下立松原神社）                          |
| 平群天神社   | 平久里中       | 菅原道真 木花開耶姫命 天照大日孁貴命 建御名方神 | 天満宮   |        |            | 郷社                                                        |
| 天満神社     | 市部           | 菅原道真                                        | 天満宮   |        |            | 郷社                                                        |
| 賀茂神社     | 加茂2070       | 別雷命他                                        | 賀茂神社 |        |            | 村社                                                        |
| 表 話 編 歴  |                |                                                 |          |        |            |                                                             |

## 匝瑳市
匝瑳市にある神社
| 神社名      | 所在地 | 主な祭神                   | 神社系列 | 神社庁 | 公式サイト | 備考                                |
| 老尾神社    | 生尾   | 阿佐比古命                 |          |        |            | 郷社 式内社（下総国匝瑳郡老尾神社） |
| 熊野神社    | 宮本   | 伊弉册命 速玉男命 事解男命 | 熊野神社 |        |            | 村社                                |
| 表 話 編 歴 |        |                            |          |        |            |                                     |

## 香取市
香取市にある神社
| 神社名             | 所在地   | 主な祭神                               | 神社系列 | 神社庁 | 公式サイト | 備考 |
| 香取神宮           | 香取     | 経津主大神                             | 香取神社 |        | 香取神宮   | 下総国一宮 · 元慶6年（882年）正一位奉授 · 官幣大社 · 勅祭社 · 別表神社 · 式内社（名神大社、下総国香取郡香取神宮） · |
| 大戸神社           | 大戸     | 天手力雄命                             |          |        | 大戸神社   | 県社 |
| 木内大神           | 木内     | 豊受姫命                               | 神明神社 |        |            | 郷社 |
| 諏訪神社           | 佐原イ   | 建御名方神                             | 諏訪神社 |        |            | 郷社 · |
| 側高神社           | 大倉     | 側高大神                               |          |        |            | 郷社 |
| 豊玉姫神社         | 貝塚     | 豊玉姫命                               |          |        |            | 郷社 |
| 八坂神社           | 佐原イ   | 素戔嗚尊                               | 祇園神社 |        |            | 村社 · 境内には水郷佐原山車会館がある ·                                                                             |
| 山倉大神           | 山倉     | 高皇産霊命 建速須佐之男命 大国主大神   |          |        |            | 村社 · |
| 多田朝日森稲荷神社 | 多田2441 | 宇迦之御魂大神 大宮能売大神 佐田彦大神 |          |        |            | |
| 表 話 編 歴        |          |                                        |          |        |            | |

## 山武市
山武市にある神社
| 神社名       | 所在地     | 主な祭神                                         | 神社系列 | 神社庁 | 公式サイト | 備考                             |
| 大宮神社     | 松尾町折戸 | 大山咋命 大己貴命 少彦名命 厳嶋姫命              | 日枝神社 |        |            | 郷社                             |
| 五所神社     | 蓮沼イ     | 天照大神 誉田別命 天児屋根命 素登織姫命 表筒男命 |          |        |            | 享保2年（1717年）正一位奉授 郷社 |
| 白幡八幡神社 | 白幡       | 誉田別命 天照大神 天児屋根命                     | 八幡宮   |        |            | 村社                             |
| 表 話 編 歴  |            |                                                  |          |        |            |                                  |

## いすみ市
いすみ市にある神社
| 神社名      | 所在地   | 主な祭神 | 神社系列 | 神社庁 | 公式サイト | 備考 |
| 天神社      | 岬町長者 | 菅原道真 | 天満宮   |        |            | 郷社 |
| 表 話 編 歴 |          |          |          |        |            |      |

## 大網白里市
大網白里市にある神社
| 神社名      | 所在地   | 主な祭神                 | 神社系列 | 神社庁 | 公式サイト | 備考 |
| 稲生神社    | 四天木   | 豊受姫命                 | 稲荷神社 |        |            | 郷社 |
| 縣神社      | 土気飛地 | 大日孁命 弟橘媛 誉田別命 |          |        |            | 村社 |
| 表 話 編 歴 |          |                          |          |        |            |      |

## 印旛郡

### 酒々井町
印旛郡酒々井町にある神社
| 神社名      | 所在地 | 主な祭神   | 神社系列 | 神社庁 | 公式サイト | 備考 |
| 六所神社    | 墨     | 天御中主命 |          |        |            | 村社 |
| 表 話 編 歴 |        |            |          |        |            |      |

### 栄町
印旛郡栄町にある神社
| 神社名      | 所在地 | 主な祭神                              | 神社系列 | 神社庁 | 公式サイト | 備考   |
| 大鷲神社    | 安食   | 天乃日鷲命 大巳貴命 小名彦命 日本武尊 | 鷲神社   |        |            | 無格社 |
| 表 話 編 歴 |        |                                       |          |        |            |        |

## 香取郡

### 神崎町
香取郡神崎町にある神社
| 神社名      | 所在地   | 主な祭神                   | 神社系列 | 神社庁 | 公式サイト | 備考            |
| 神崎神社    | 神崎本宿 | 天鳥船命 大己貴命 少彦名命 |          |        |            | 県社 国史見在社 |
| 表 話 編 歴 |          |                            |          |        |            |                 |

### 多古町
香取郡多古町にある神社
| 神社名      | 所在地     | 主な祭神                     | 神社系列 | 神社庁 | 公式サイト | 備考 |
| 松崎神社    | 東松崎1747 | 倉稲魂命 邇邇芸命 大宮比売命 | 稲荷神社 |        |            | 郷社 |
| 表 話 編 歴 |            |                              |          |        |            |      |

### 東庄町
香取郡東庄町にある神社
| 神社名      | 所在地      | 主な祭神                       | 神社系列 | 神社庁 | 公式サイト | 備考                             |
| 東大社      | 宮本406     | 玉依姫命                       |          |        |            | 県社                             |
| 諏訪大神    | 笹川い580-1 | 建御名方命 事代主命 大国主大神 | 諏訪神社 |        |            | 享保3年（1718年）正一位奉授 郷社 |
| 表 話 編 歴 |             |                                |          |        |            |                                  |

## 山武郡

### 九十九里町
山武郡九十九里町にある神社
| 神社名      | 所在地 | 主な祭神                           | 神社系列   | 神社庁 | 公式サイト | 備考 |
| 皇産靈神社  | 片貝   | 天之御中主神 高皇産霊神 神皇産霊神 | 皇産霊神社 |        |            | 郷社 |
| 表 話 編 歴 |        |                                    |            |        |            |      |

### 芝山町
山武郡芝山町にある神社
| 神社名      | 所在地 | 主な祭神                              | 神社系列 | 神社庁 | 公式サイト | 備考 |
| 春日神社    | 大里   | 天児屋根命 万幡姫命 武甕槌命 経津主命 | 春日神社 |        |            | 郷社 |
| 表 話 編 歴 |        |                                       |          |        |            |      |

### 横芝光町
山武郡横芝光町にある神社
| 神社名      | 所在地 | 主な祭神                                  | 神社系列 | 神社庁 | 公式サイト | 備考                             |
| 熊野神社    | 宮川   | 伊弉册命 速玉男命 事解男命                | 熊野神社 |        |            | 郷社                             |
| 四社神社    | 屋形   | 建速須佐之男命 別雷命 天児屋根命 菅原道真 |          |        |            | 享保4年（1719年）正一位奉授 郷社 |
| 表 話 編 歴 |        |                                           |          |        |            |                                  |

## 長生郡

### 一宮町
長生郡一宮町にある神社
| 神社名      | 所在地 | 主な祭神 | 神社系列 | 神社庁 | 公式サイト | 備考                                                                          |
| 玉前神社    | 一宮   | 玉依姫命 |          |        | 玉前神社   | 上総国一宮 · 国幣中社 · 別表神社 · 式内社（名神大社、上総国埴生郡玉前神社） · |
| 表 話 編 歴 |        |          |          |        |            |                                                                               |

### 睦沢町
長生郡睦沢町にある神社
| 神社名      | 所在地 | 主な祭神                 | 神社系列 | 神社庁 | 公式サイト | 備考            |
| 三之宮神社  | 北山田 | 五瀬命 稲飯命 三毛入野命 |          |        |            | 上総国三宮 郷社 |
| 表 話 編 歴 |        |                          |          |        |            |                 |

### 長生村
長生郡長生村にある神社
| 神社名      | 所在地 | 主な祭神                         | 神社系列 | 神社庁 | 公式サイト | 備考 |
| 一松神社    | 一松丙 | 高皇産霊尊 神皇産霊尊 建御名方命 | 諏訪神社 |        |            | 郷社 |
| 表 話 編 歴 |        |                                  |          |        |            |      |

### 白子町
長生郡白子町にある神社
| 神社名      | 所在地 | 主な祭神                       | 神社系列 | 神社庁 | 公式サイト | 備考                             |
| 白子神社    | 関     | 大国主大神 大日孁大神 月読大神 |          |        | 白子神社   | 宝永5年（1708年）正一位奉授 郷社 |
| 表 話 編 歴 |        |                                |          |        |            |                                  |

### 長柄町
長生郡長柄町にある神社
| 神社名         | 所在地 | 主な祭神 | 神社系列 | 神社庁 | 公式サイト | 備考 |
| 八重垣刑部神社 | 刑部   | 素盞嗚尊 | 祇園神社 |        |            | 村社 |
| 表 話 編 歴    |        |          |          |        |            |      |

### 長南町
長生郡長南町にある神社
| 神社名      | 所在地 | 主な祭神                   | 神社系列 | 神社庁 | 公式サイト | 備考 |
| 八幡神社    | 佐坪   | 誉田別尊                   | 八幡宮   |        |            | 郷社 |
| 熊野神社    | 長南   | 伊弉册命 速玉男命 事解男命 | 熊野神社 |        |            | 郷社 |
| 表 話 編 歴 |        |                            |          |        |            |      |

## 夷隅郡

### 大多喜町
夷隅郡大多喜町にある神社
| 神社名      | 所在地   | 主な祭神 | 神社系列 | 神社庁 | 公式サイト | 備考 |
| 大宮神社    | 下大多喜 | 大国主命 |          |        |            | 郷社 |
| 夷隅神社    | 新丁     | 素盞嗚命 | 祇園神社 |        |            | 郷社 |
| 貴船神社    | 堀之内   | 高龗神   | 貴船神社 |        |            | 郷社 |
| 筒森神社    | 筒森     | 十市皇女 |          |        |            | 村社 |
| 表 話 編 歴 |          |          |          |        |            |      |

### 御宿町
夷隅郡御宿町にある神社
| 神社名      | 所在地 | 主な祭神                                  | 神社系列 | 神社庁 | 公式サイト | 備考 |
| 春日神社    | 高山田 | 天児屋根命 武甕槌命 経津主命 栲幡千々姫命 | 春日神社 |        |            | 郷社 |
| 表 話 編 歴 |        |                                           |          |        |            |      |

## 安房郡鋸南町
安房郡鋸南町にある神社
| 神社名      | 所在地 | 主な祭神     | 神社系列 | 神社庁 | 公式サイト | 備考 |
| 加知山神社  | 勝山   | 建速須佐之男 | 祇園神社 |        |            | 郷社 |
| 鶴崎神社    | 元名   | 誉田別尊     | 八幡宮   |        |            | 郷社 |
| 表 話 編 歴 |        |              |          |        |            |      |